# Hugues (cardinal, 1095)
Hugues (né à Verdun) est un cardinal français du XIe siècle. 
Le pape Urbain II le nomme cardinal lors du consistoire en 1095. Il participe au concile de Plaisance et joint l'obédience de l'antipape Clément III. En 1099, il est légat en Allemagne.